# Mustervorschriften der Kantone im Energiebereich
Die Mustervorschriften der Kantone im Energiebereich (kurz MuKEn) bilden ein von den Schweizer Kantonen gemeinsam erarbeitetes Gesamtpaket energierechtlicher Vorschriften im Gebäudebereich. Sie basieren auf den 2008 von der Konferenz Kantonaler Energiedirektoren (EnDK) getroffenen Einigung auf Mustervorschriften für den Energiebereich.
Die MuKEn 2008 ist die dritte Einigung in diesem Bereich. Zuvor wurden 1992 die Musterverordnung Rationelle Energienutzung in Hochbauten und 2000 die Mustervorschriften der Kantone im Energiebereich (MuKEn 2000) erarbeitet.
Die MuKEn 2008 hat die Anforderungen an Neubauten und Grossrenovierungen verschärft und entspricht etwa dem Niveau des Minergie-Standards. Für Neubauten werden 4,8 Liter Heizöläquivalent pro Quadratmeter Energiebezugsfläche verlangt.